# Alessio Allegrini
Alessio Allegrini (* 1972 in Poggio Mirteto) ist ein italienischer Hornist.
Allegrini studierte an der Accademia Nazionale di Santa Cecilia in Rom sowie an der Accademia Chigiana in Siena bei Luciano Giuliani. Daneben war er Schüler von Michael Höltzel.
Allegrini war zunächst Solohornist des Orchestra Filarmonica della Scala, Mailand unter Riccardo Muti. Heute spielt er als Solohornist im Orchestra Nazionale di Santa Cecilia in Rom. Er ist auch häufiger Gast als Solohornist bei den Berliner Philharmonikern und trat mit dem Lucerne Festival Orchestra unter der Leitung von Claudio Abbado auf.
Zudem gibt er Konzerte als Solist und mit Kammermusik-Ensembles in verschiedenen Ländern. Allegrini gibt auch Konzerte in abgelegenen Regionen der Welt. So hat er in entlegenen Städten und Dörfern in den Anden Südamerikas mehrfach konzertiert.

## Aufnahmen
- 2003 Solo „Die große Fanfare“ mit Werken für Solohorn
- 2011 Solo Mozarts Hornkonzerte mit Orchestra Mozart unter der Leitung Claudio Abbado
- 2013 Alessio Allegrini dirigiert Werke für Oboe gespielt von Francesco di Rosa („Amadeus“ italienische Musikzeitschrift, Mai, CD-Beilage)
- 2013 Ian Bostridge, Alessio Allegrini, Orchestra Accademia Santa Cecilia, Antonio Pappano: Benjamin Britten - Serenade (27. Mai, Live-Streaming)

## Preise
- 1995 2. Preis beim Internationalen Wettbewerb „Città di Porcia“
- 1996 3. Preis beim Internationalen Musikwettbewerb Markneukirchen
- 1997 2. Preis beim Wettbewerb „Prager Frühling“
- 1999 2. Preis beim Internationalen Musikwettbewerb der ARD

| Personendaten    | Personendaten                                         |
| ---------------- | ----------------------------------------------------- |
| NAME             | Allegrini, Alessio                                    |
| KURZBESCHREIBUNG | italienischer Hornist                                 |
| GEBURTSDATUM     | 1972                                                  |
| GEBURTSORT       | Poggio Mirteto, Provinz Rieti, Region Latium, Italien |